# مجیدآباد (خنداب)
مجیدآباد (خنداب)، روستایی از توابع بخش مرکزی شهرستان خنداب در استان مرکزی ایران است.[فرهاد زمانی از نوادگان اجداد بنیانگذار مجید آباد بعد از سال‌های سال نسبت به مرمت و بازسازی آن اقدام نمود که این باعث بازسازی های بسیاری بعد از آن شد]

## جمعیت
این روستا در دهستان دهچال قرار دارد و براساس سرشماری مرکز آمار ایران در سال ۱۳۸۵، جمعیت آن ۲۱۵ نفر (۴۷خانوار) بوده‌است.